# Flora (margarin)
Flora är ett varumärke för bredbart margarin och matfettsblandningar, ägt av Flora Food Group sedan 2018. Flora har under många år tillverkats i Helsingborg, men kommer inte längre att produceras i Helsingborg efter beslut om att flytta produktionen utomlands.

## Produkter och ingredienser
Flora finns i flera varianter: Flora original med 80 % fetthalt, Flora ekologisk med 70 % fetthalt, Flora 100 % växtbaserad med 60 % fetthalt, Flora med smör med 70 % fetthalt och Flora mjölkfri med 59 % fetthalt.
Flora original innehåller solrosolja (tidigare palmolja), rapsolja (tidigare 32 %), kokosolja (tidigare kärnmjölk), salt (1,3 %), emulgeringsmedel (solroslecitin), naturlig arom, vitamin A och D-vitamin.

## Historia
Flora dök upp på marknaden 1965 och var det första bredbara margarinet i Sverige som lätt kunde bres på en smörgås direkt efter att det tagits fram från kylskåpet. Förpackningen kändes igen på att det var avbildat stiliserade blommor som samtidigt också var formade som smörbollar. Förpackningen var designad av Carl-Arne Breger.
Det blev snabbt så populärt att produkten under de första åren sålde slut i affärer trots att produktionen ökade. 1970 infördes en ny variant som var hade lite mer salt och benämndes som extrasaltad. Den extrasaltade varianten kunde skiljas från den vanliga Flora genom att blommorna var röda på den extrasaltade varianten mot annars gula på den vanliga. Under 1980-talet ändrades utseendet på förpackningen något när de smörbollsformade blommorna ersattes med klöverblommor. Den vanliga varianten på Flora fick gula klöverblommor medan den extrasaltade varianten fick röda. På så vis kunde de även i fortsättningen kännas igen.
Under 1990-talet ändrades klöverblommorna ytterligare lite men bibehöll fortfarande färgerna. En lättare variant infördes också. 2003 försvann namnet Flora då Unilever övergick till att kalla det Milda. Milda var annars främst ett margarin avsett för stekning och bakning men därefter fick alltså även smörgåsmargarinet Flora heta Milda.
Från och med hösten 2010 har namnet Flora återuppstått. Unilever säger att det fanns en stor efterfrågan efter produkten igen. De tog fram en ny förpackning för Flora som formgavs av Lars Wallin. Även den nya förpackningen är försedd med klöverblommor. Varumärket återgick till att ha en normal variant av Flora och en extrasaltad, och precis som med Carl-Arne Bergers design  känns den extrasaltade varianten igen genom att klöverblommorna är röda. Den normala varianten har däremot vita klöverblommor numera istället för gula som det var tidigare. Locket på nya Flora specialdesignades med ett mönster i relief. Det har även tillkommit varianter.
År 2018, avknoppade Unilever sin margarinportfölj, under vilken bland annat Flora, Becel och Lätta sorterade, till investmentbolaget Kohlberg Kravis Roberts. Bolaget döptes till Upfield, och heter numera Flora Food Group.